# Allikjärv
Allikjärv – jezioro w gminie Illuka, w prowincji Virumaa Wschodnia, w Estonii. Położone jest na terenie obszaru chronionego krajobrazu Kurtna (est. Kurtna maastikukaitseala). Ma powierzchnię 0,1 hektara, linię brzegową o długości 100 m. Jest otoczone lasem, wypływa z niego źródło. Jest jednym z 42 jezior wchodzących w skład pojezierza Kurtna (est. Kurtna järvestik). Znajduje się około 3 km od miejscowości Kurtna. Sąsiaduje z jeziorami Virtsiku järv, Kihljärv, Mätasjärv, Nootjärv, Kurtna Mustjärv.